# Pascha (Swir)
Die Pascha (russisch Паша́) ist ein linker Nebenfluss des Swir in der Oblast Leningrad im Norden des europäischen Teils von Russland.
Die Pascha hat ihren Ursprung in dem See Paschosero auf den Wepsowsker Höhen. Sie durchfließt eine sumpfige und bewaldete Landschaft in überwiegend nordwestlicher Richtung und erreicht den Swir – 7,9 km vor dessen Mündung in den Ladogasee.
Die Pascha hat eine Länge von 242 km. Sie entwässert ein Einzugsgebiet im Osten der Oblast Leningrad, das eine Fläche von 6650 km² umfasst. Der mittlere Abfluss beträgt 70 m³/s. Der maximale Abfluss beträgt 1200 m²/s.
Die Schneeschmelze liefert einen bedeutenden Beitrag zum Jahresabfluss. Zwischen November und der zweiten Aprilhälfe ist der Fluss gefroren.